# Xanthorhoe violacearia
Xanthorhoe violacearia är en fjärilsart som beskrevs av Vorbrodt 1917. Xanthorhoe violacearia ingår i släktet Xanthorhoe och familjen mätare. Inga underarter finns listade i Catalogue of Life.